# Generaliserad Kac–Moodyalgebra
Inom matematiken är en generaliserad Kac–Moodyalgebra en Liealgebra som liknar en Kac–Moodyalgebra, förutom att den tillåts ha imaginära enkla rötter. Generaliserade Kac–Moodyalgebror kallas även ibland för GKM-algebor, Borcherds–Kac–Moodyalgebror, BKM-algebror eller Borcherdsalgebror. Det mest kända exemplet är monster-Liealgebran.